# إد جيلبرت
إد جيلبرت (بالإنجليزية: Ed Gilbert)‏ (و. 1931 – 1999 م) هو ممثل، وممثل صوت، وممثل أفلام، وممثل تلفزيوني، وعالم حشرات من الولايات المتحدة الأمريكية . ولد في شيكاغو .
توفي في بيفرلي هيلز (كاليفورنيا)، عن عمر يناهز 68 عاماً. بسبب سرطان الرئة .

## روابط خارجية
- إد جيلبرت على موقع IMDb (الإنجليزية)
- إد جيلبرت على موقع ميتاكريتيك (الإنجليزية)
- إد جيلبرت على موقع أول موفي (الإنجليزية)
- إد جيلبرت على موقع قاعدة بيانات برودواي على الإنترنت (الإنجليزية)
- إد جيلبرت على موقع قاعدة بيانات الأفلام السويدية (السويدية)
- إد جيلبرت على موقع قاعدة بيانات الفيلم (الإنجليزية)